# تشارلز بريفوست
تشارلز بريفوست (بالفرنسية: Charles Prévost)‏ هو أستاذ جامعة ‏ وكيميائي فرنسي، ولد في 20 مارس 1899 في Champlitte ‏ في فرنسا، وتوفي في 11 يوليو 1983.